# Hongaars voetbalkampioenschap 1902
In 1902 werd het tweede officiële Hongaarse voetbalkampioenschap gespeeld. Enkel clubs uit de hoofdstad Boedapest namen deel. Er was nog geen nationale competitie in het Oostenrijk-Hongaarse Rijk. BTC werd opnieuw kampioen.
MÚE trok zich na de heenronde terug, de resterende wedstrijden werden als een verlies aangerekend. De club trad het volgende seizoen wel gewoon waar in de competitie aan. 

## Eindstand
| Plaats | Club  | Wed. | W | G | V | Saldo | Ptn. |
| ------ | ----- | ---- | - | - | - | ----- | ---- |
| 1.     | BTC   | 8    | 7 | 1 | 0 | 31:4  | 15   |
| 2.     | FTC   | 8    | 4 | 1 | 3 | 14:13 | 9    |
| 3.     | 33 FC | 8    | 3 | 3 | 2 | 11:12 | 9    |
| 4.     | BSC   | 8    | 2 | 0 | 6 | 4:33  | 4    |
| 5.     | MÚE   | 8    | 1 | 1 | 6 | 7:5   | 3    |

|  | Kampioen   |
|  | Degradatie |

## Kampioen
| 1902                    |
| Hongarije               |
| ----------------------- |
| BTC Kampioen (2° titel) |